# 阿恩施泰因 (萨克森-安哈尔特州)
阿恩施泰因（德語：Arnstein，發音：[ˈaʁnʃtaɪn] ⓘ）是德国萨克森-安哈尔特州曼斯费尔德-南哈茨县的城市，面积121.69平方千米，2023年12月31日人口为6,254人。

## 历史
该市镇于2010年1月1日由维珀-艾讷管理共同体的成员市镇阿尔特罗德、布罗因罗德、格赖芬哈根、哈克罗德、昆施泰特、桑德斯莱本、施唐格罗德、叙尔达、乌尔齐格罗德和韦尔布斯莱本合并而成，同时维珀-艾讷管理共同体解散，暂未合并的成员市镇阿恩施泰特和维德施泰特由阿恩施泰因代管。2010年9月1日，阿恩施泰特和维德施泰特并入阿恩施泰因。